# Estación de Candás
Candás es una estación de ferrocarril situada en el municipio español, de Carreño en el Principado de Asturias, prestando servicio a la localidad de Candás. Forma parte de la red de vía estrecha operada por Renfe a través su división Renfe Cercanías AM. Está integrada dentro del núcleo de Cercanías Asturias como parte de la línea C-4 entre Cudillero y Gijón. Cuenta también con servicios regionales. 

## Situación ferroviaria
Las instalaciones se encuentran situadas en el punto kilométrico 306,91 de la línea férrea de ancho métrico que une Ferrol con Gijón, a 28 metros de altitud. El tramo es de vía única electrificada.

## Historia
Las instalaciones ferroviarias fueron abiertas al tráfico en 1910 con la apertura del tramo Candás-Aboño. Las obras corrieron a cargo de una pequeña compañía conocida como la Sociedad de las Minas y Ferrocarril de Carreño. En 1974, y poco después de que el Estado lograra completar las obras de la línea Ferrol-Gijón (que precisamente reaprovechaba el recorrido del Ferrocarril de Carreño), la estación pasó a ser gestionada por la empresa pública FEVE. Esta mantuvo la titularidad del recinto hasta 2013, momento en el cual la explotación fue atribuida a Renfe Operadora y las instalaciones a Adif.

## La estación
Está ubicada al suroeste de Candás. El edificio para viajeros es una estructura de tres pisos de alturas al que se anexa otro elemento menor que sirve de baño público. Está recubierta por una tejado de dos vertientes y luce vanos adintelados. Cuenta con una marquesina metálica, adosada al propio edificio para proteger los viajeros del andén principal. Dicho andén, lateral, se completa con otro central. El recinto cuenta con una amplia playa de vías (hasta ocho) debido a la existencia de unos talleres ferroviarios.

## Servicios ferroviarios

### Cercanías
Forma parte de la línea C-4 Gijón - Cudillero de Cercanías Asturias. Al menos treinta trenes diarios, en ambos sentidos, se detienen entre semana en el recinto. La frecuencia disminuye durante los fines de semana y festivos.
| procedencia/destino | < estación      | Línea | estación > | destino/procedencia |
| ------------------- | --------------- | ----- | ---------- | ------------------- |
| Gijón               | Candás-Apeadero |       | Regueral   | Cudillero           |